# Томаліо
Томаліо (англ. Tomalio) — американська короткометражна кінокомедія Рей Маккері 1933 року з Роско Арбаклом в головній ролі.

## У ролях
- Роско «Товстун» Арбакл — Вілбур
- Чарльз Джуделс — генерал
- Фріц Г'юберт — приятель Вілбера
- Філліс Голден — Лоліта
- Джон Барклай
- Джеррі Берген
- Арістідес де Леоні
- Лью Кесслер
- Джозеф Макколей
- Детмар Поппен
- П'єр Де Раме
- Кларенс Рок
- Філіп Райдер